# جون بيكيت (راكب الكنو)
جون بيكيت (بالإنجليزية: John Pickett)‏ هو راكب الكنو أمريكي، ولد في 2 مارس 1951.

## وصلات خارجية
- جون بيكيت على موقع أوليمبيديا (الإنجليزية)